# Turnix worcesteri
Turnix worcesteri là một loài chim trong họ Turnicidae.